# Aynho
Aynho är en ort och civil parish i Storbritannien.   Den ligger i grevskapet Northamptonshire och riksdelen England, i den södra delen av landet, 90 km nordväst om huvudstaden London. Aynho ligger 142 meter över havet och antalet invånare är 632.
Terrängen runt Aynho är huvudsakligen platt. Aynho ligger uppe på en höjd. Runt Aynho är det ganska tätbefolkat, med 230 invånare per kvadratkilometer. Närmaste större samhälle är Banbury, 9,8 km nordväst om Aynho. Trakten runt Aynho består till största delen av jordbruksmark.